# Аэропортовское шоссе (Самара)
Аэропо́ртовское шоссе́ — магистраль в Кировском районе города Самара.
Расположено в посёлке Зубчаниновка. Начинается от пересечения Зубчаниновского шоссе и улицы Краснопресненской и заканчивается на пересечении с улицей Механиков.

## Этимология годонима
Шоссе получило своё название из-за направления — оно ведёт к аэропорту Смышляевка.

## Почтовые индексы
- 443044
- 443050[2]

## Транспорт
Автобусы7, 27, 59, 59а, 75
Маршрутные такси18, 27к, 75, 123, 124, 126, 131, 298, 480
Электричкиплатформа «Зубчаниновка», участок Куйбышевской железной дороги: Самара — Кинель.